# 開山刀

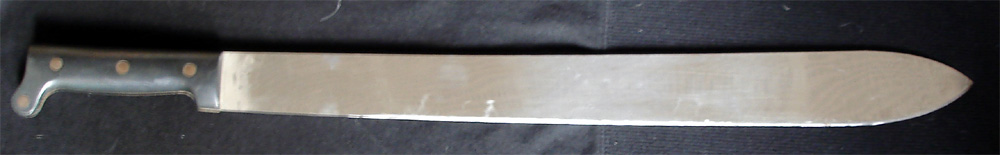
開山刀

開山刀（英語：machete，/məˈʃɛti/; 西班牙語發音：[maˈtʃete]）是柴刀般的直背直刃短刀，顧名思義原本作斬破樹枝及開山闢路的用途，刀柄末端向內凸出，可以防止揮刀時握手不穩。

## 作武器使用
開山刀源於熱帶雨林，自然亦成為中南美洲及加勒比海地區多次武裝衝突的首選武器。1762年夏灣拿戰役，由古巴農民組成的游擊隊就是使用開山刀來抵抗入侵的英軍。